# Kjeld Vindum
Kjeld Vindum (født 28. januar 1950) er en dansk arkitekt og fra 2007 til 2011 ansvarshavende redaktør på arkitekturtidsskriftet Arkitekten. Han er lektor ved Kunstakademiets Arkitektskole.
Vindum modtog i 2000 N.L. Høyen Medaljen.

## Større publikationer
- Arne Jacobsen (1998, sammen med Carsten Thau)